# Jean Duval
Jean Duval, död 23 oktober 1674, var dansmästare och lutenist vid Uppsala universitet utnämnd 1663.
Jean (Johan) Duvals härkomst är okänd. Han var i tjänst 1661 hos Magnus Gabriel De la Gardie på Kägleholm. I samband med den nya storslagna exercitiestaten 1663 övergick Duval i Uppsala universitets tjänst som dansmästare och lutenist. I december 1666 hade Duval 18 adliga elever som kunde dansa och spela luta. Duval var fransman eller möjligen reformert vallon. Han vanskötte uppenbarligen sin tjänst därför att konsistoriet 1671 tyckte att svenskarna Clement Strutz och Remert i Stockholm kunde undervisa samtidigt. Duval avlönades till sin död 1674. Han hade ramlat i en trappa och dött. Vid begravningen i domkyrkan 23 oktober besjöng honom Lasse Lucidor.